# Ectrodactylie
 Mise en garde médicale
L'ectrodactylie (également appelée « aplasie digitale » ou « adactylie ») est une maladie génétique rare qui se signale par une absence d'un ou plusieurs orteils ou de doigts de la main, formant pour la main une pince, dite « pince de crabe », ou « pince de homard ».
L'ectrodactylie est une maladie à transmission autosomique dominante : la malformation a une cause intrinsèque, génétique et dominante.
Elle est parfois associée à une syndactylie, c'est-à-dire une soudure des doigts entre eux. Il existe plusieurs formes de la maladie, en association avec d'autres maladies.
L'étymologie du terme est définie par Ectro du grec ancien ἔκτρωσις, éktrōsis (avortement), et Dactylos terme lui aussi du grec δάκτυλος, dáktylos (doigt).

## Galerie iconographique

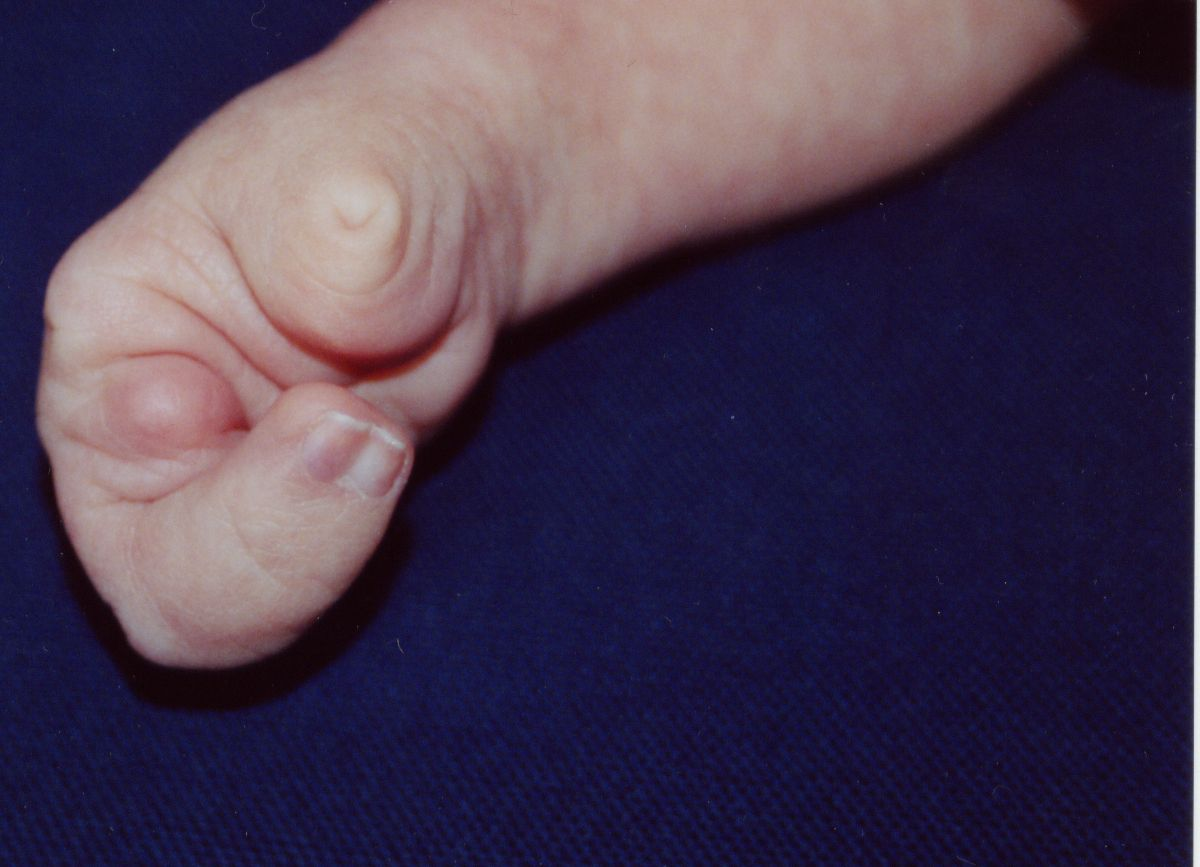
Ectrodactylie de la main droite à un mois
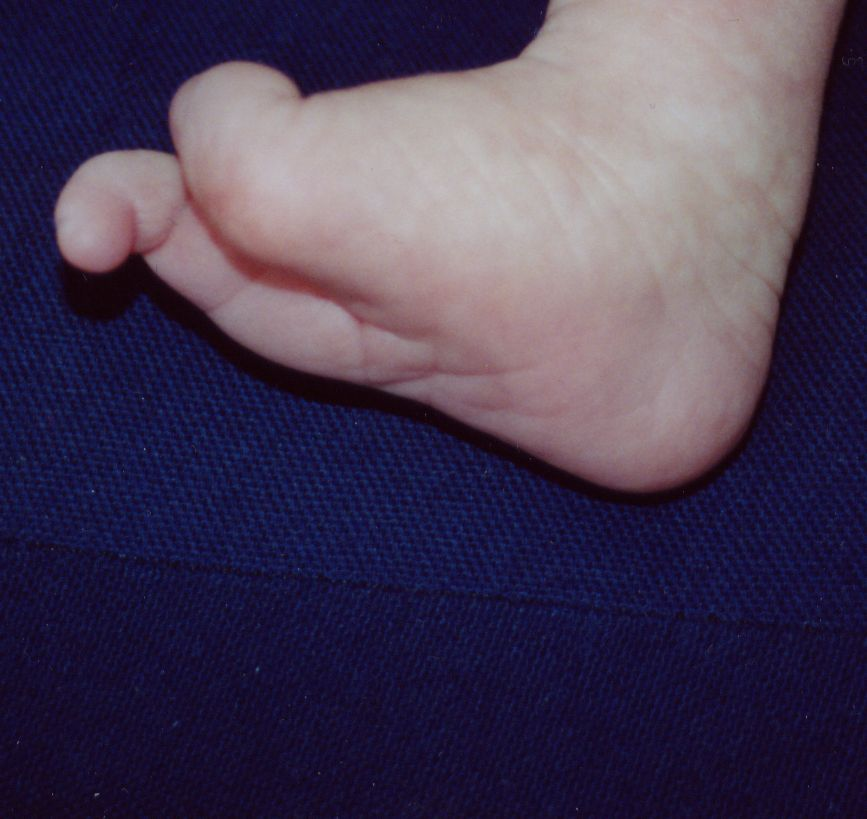
Ectrodactylie du pied droit à un mois
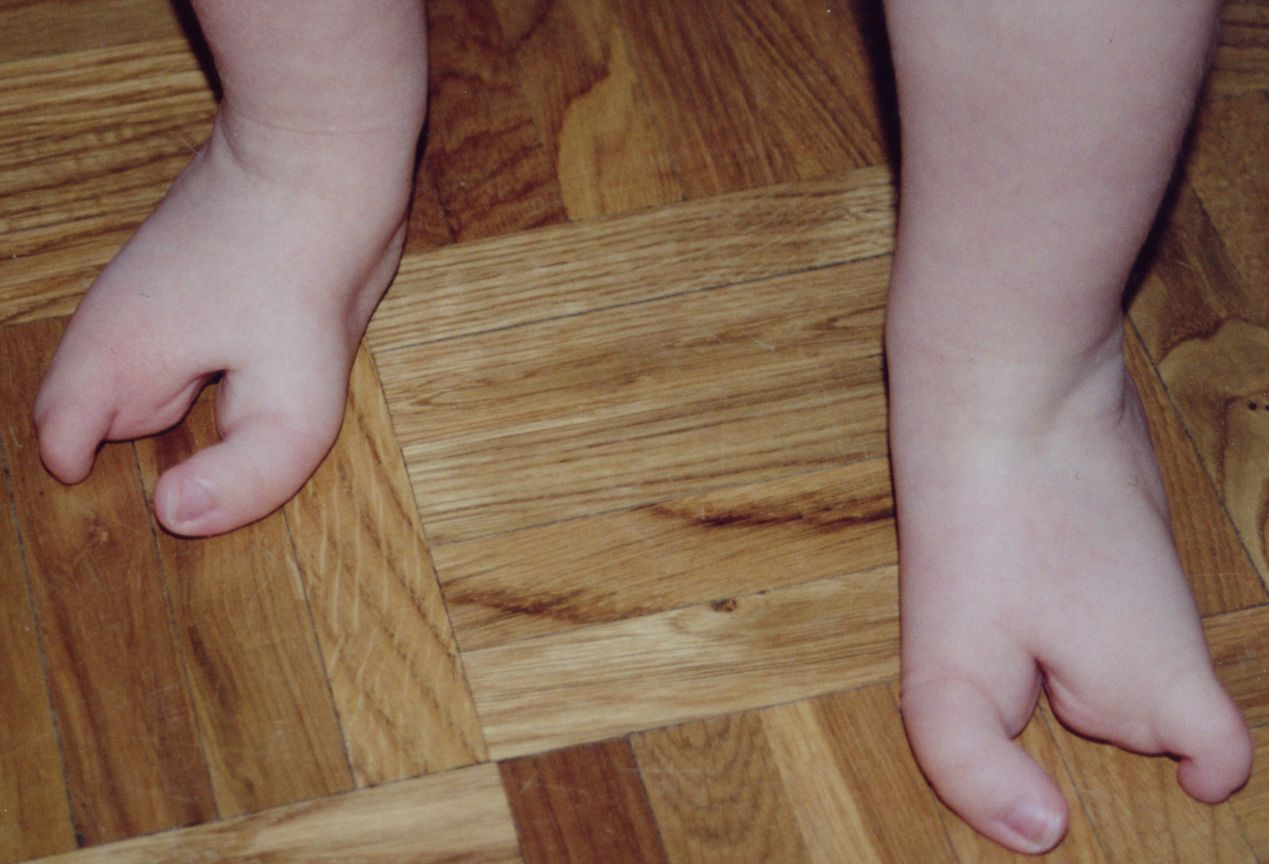
Ectrodactylie des deux pieds à un an

## Provenance
Quoique isolée dans l'ectrodactylie non syndromique, cette malformation a été exceptionnellement retrouvée associée à une surdité (MIM 220600), à une aniridie (absence d'iris) ou au syndrome d'Alport.

## Soins
La réduction chirurgicale et l'appareillage de cette anomalie sont possibles.

## Incidence
L'incidence estimée de l'ectrodactylie isolée est de 1 sur 90 000 naissances.

## Divers

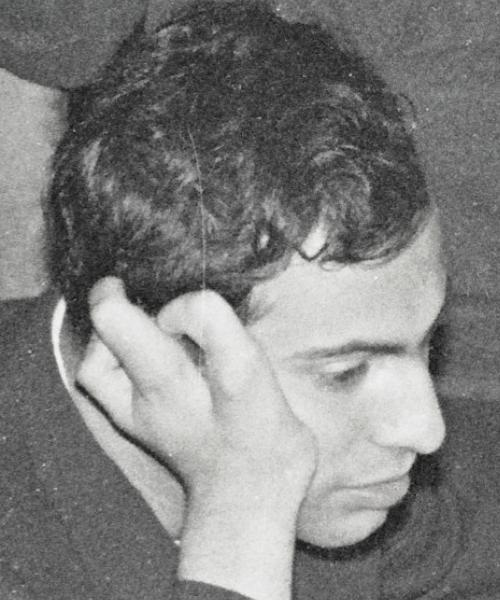
Mikhaïl Tal au championnat européen d'échecs d'Oberhausen en 1961.

L'ectrodactylie a été évoquée dans la saison 4 de la série Nip/Tuck, dans le film Batman, le défi (maladie du « Pingouin »), ainsi que dans la saison 4 de la série anthologique American Horror Story, avec le personnage de Jimmy Darling (interprété par Evan Peters) qui est une "bête de foire".
Un des cas les plus célèbres est l'Américain Grady Stiles Jr (1937-1992) célèbre « homme-homard » ainsi que sa famille.
L'ancien champion du monde d'échecs Mikhaïl Tal (1936-1992) n'avait que trois doigts à sa main droite.
Lord Lokhraed, guitariste et chanteur du groupe Nocturnal Depression, ne possède que deux doigts à sa main gauche.

## Sources
- Fiche relative sur Orphanet
- Le dépistage de l'ectrodactylie à l'échographie dans L'étude, « Pathologie des membres et des extrémités » de Y. Ardaens, M. Kholer, S. Manouvrier, L Dewismen, (février 2001) sur le site de la Société francophone d'imagerie pédiatrique et prénatale.
- Une présentation de la syndactylie par le docteur Guero